# Étienne Delessert (peintre)
Pour les articles homonymes, voir Étienne Delessert et Delessert.
Étienne Delessert, né à Lausanne en Suisse le 4 janvier 1941 et mort le 21 avril 2024 à Lakeville dans le Connecticut aux États-Unis,, est un écrivain, dessinateur et artiste peintre helvético-américain.

## Biographie
Étienne Delessert naît le 4 janvier 1941 à Lausanne dans le canton de Vaud. Son père, Ferdinand, mort en 1960, est pasteur ; sa mère, Bérengère, meurt deux semaines après l'avoir mis au monde,.
Après le gymnase, il travaille comme graphiste publicitaire de 1959 à 1974, en Suisse, à Paris à partir de 1961, puis à New-York,. Il collabore notamment avec le New York Times, Le Monde, The Atlantic Monthly et Siné Hebdo. Il travaille également avec Jean Piaget sur l'interprétation des dessins d'enfants par des enfants ; influencé par cette rencontre, il écrit en 1970 : Comment la Souris reçoit une pierre sur la tête et découvre le monde.
En 1985, il part vivre aux États-Unis, à Lakeville dans le Connecticut.
Il est marié à la graphiste Rita Marshall, rencontrée en 1981, avec qui il a eu un fils prénommé Adrien,.

## Parcours artistique
Étienne Delessert illustre son premier livre en 1962, un essai de Joël Jakubec intitulé « Kafka contre l'absurde ».
En 1967, paraît son premier livre, Sans fin la fête, chez Harlin Quist.
En 1973, il fonde la société Carabosse à Lausanne qui conçoit et réalise des dessins animés pour la télévision. Il crée les éditions Tournesol en 1978 avec Anne van der Essen.
En 1979, il dessine l'affiche du film Les Petites Fugues, d'Yves Yersin.
Etienne Delessert (en français : Étienne Delessert) évoque l'influence de l'art graphique et des affichistes suisses sur son travail.

### Yok-Yok
Yok-Yok est un petit personnage à bonnet rouge, un chapeau de champignon, qui vit dans une coquille de noix. Il est créé par Étienne Delessert en 1976 à la suite d'une commande de la Télévision suisse romande pour une série de brefs films d'animation destinés à signaler la fin du programme pour enfants et le début des programmes d'informations sur la chaîne.
Le personnage est né au domaine du Bochet à Saint-Sulpice, domicile du couple. Son épouse Anne van der Essen a contribué à rédiger les scénarios et a trouvé le nom Yok-Yok. Elle se confie à ce sujet en 1978 : « Nous y avons réfléchi durant des jours, des nuits même. Il nous arrivait de noter une idée avant de nous endormir. Nos amis nous appelaient à n'importe quel heure pour nous soumettre leurs trouvailles. Henri Dès nous réveillait à minuit. Lova Golovtchiner à l'aube. Bernique ! Finalement, je me suis mise à assembler des mots avec des lettres et des onomatopées. Yok-Yok est sorti d'une combinaison. J'avais enfin trouvé un nom qui puisse passer dans nos  trois langues nationales ». Le couple indique que son aspect physique s'est très tôt imposé. Un petit bonhomme genre Till l'Espiègle. Sa personnalité a mis plus de temps à se forger. De leur séjour aux États-Unis, ils ont rapporté la contradiction positive. L'un avance une idée, l'autre la remet aussitôt en question. Un caractère à la fois simple, c'est-à-dire compréhensible par tous les téléspectateurs subitement intégré à l'époque. Yok-Yok connaît tout, sait tout, se tire de toutes les situations, apparaît partout. Cinq graphistes collaborent à l'opération. Les dessins animés sont conçus selon la méthode dite du papier découpé. Les images sont composées d'éléments collés les uns sur les autres afin de donner l'impression parfaite du relief. Les dessins sont animés à Zurich par Jean Zipper et monté à Lausanne par Elisabeth Wälschi. La musique est composée par Henri Dès.
Le personnage renaît en 2011 avec cinq nouveaux albums, après plus de 30 ans de silence,.

## Distinctions
- 2006, 2010 et 2016 : sélectionné pour le Prix Hans-Christian-Andersen dans la catégorie illustration (finaliste en 2010)[17],[18],[19]
- 1981 et 1989 : Prix Graphique de la Foire du livre de jeunesse de Bologne[6]
- 1969, 1979 et 1985 : Plaque d'Or de la Biennale d'illustration de Bratislava[6],[20]
- 2023 : Grand Prix suisse de design[21]

## Expositions
Une exposition des dessins originaux de la nouvelle série (Gallimard) a lieu[Quand ?] au Salon du livre de Genève.
- 1975 : rétrospective au Musée des arts décoratifs de Paris[22]
- 1991 : au Palazzo delle Esposizioni de Rome.
- fin 1997 - avril 1998 : « Les Quatre Saisons » au Musée Olympique de Lausanne[11]
- 7 mai au 30 octobre 2011 : « Suite américaine », exposition rétrospective au Château de Saint-Maurice[6]
- 2013 : Étienne Delessert : Plein Cadre, École Estienne, Paris.
- 2025 :  28 mars au 29 juin à l’Espace Arlaud, Lausanne. Prévue de son vivant et maintenue après sa mort, cette exposition avait pour vocation à le remercier pour la donation des 220 œuvres que se répartiront la Bibliothèque cantonale universitaire et les Archives cantonales vaudoises[1].

## Publications

### Livres

#### Écriture et illustration
- Sans fin la Fête. Écrit avec Eleonore Schmid. Harlin Quist, 1967 | Gallimard, 1986.
- Comment la Souris reçoit une pierre sur la tête et découvre le monde. Préface de Jean Piaget. Good Book-Doublebay 1971| L'École des loisirs, 1971 | Gallimard Jeunesse, coll. Folio Benjamin, 1980 | Éditions MeMo, 2018.
- Chanson d'hiver. Farrar, Straux & Giroux, 1988 | Gallimard, 1988.
- La Corne de brume. Stewart, Tabori & Chang, 1990 | Gallimard, 1990.
- Bas les monstres! (avec Yok-Yok). Creative Editions, 1994 | Bayard Editions, 1994.
- Portraits de chats. Creative Editions, 1996 | Gallimard, 1994.
- Suisse flamboyante. Avec un texte de Christophe Gallaz. Éditions Zoé, 1998 | Gallimard, 1998.
- Les Sept Nains. Creative Editions, 2001 | Gallimard Jeunesse, 2001.
- Qui a tué Rouge-Gorge ?, Creative Editions, 2004 | Gallimard Jeunesse, 2004.
- Aa, A was an apple pie. Creative Editions, 2005.
- Jeux d'enfants. Gallimard Jeunesse, 2005.
- La Chute du roi. Houghton Mifflin-Walter Lorraine Books, 2006 | Gallimard Jeunesse, 2006.
- Alerte!. Houghton Mifflin-Walter Lorraine Books, 2007 | Gallimard Jeunesse, 2007.
- Grand méchant. Houghton Mifflin-Walter Lorraine Books, 2008 | Gallimard Jeunesse, 2008.
- Comédie de la lune. Creative Editions, 2009 | Gallimard Jeunesse / Giboulées, 2009.
- Spartacus l'araignée. Creative Editions, 2010 | Gallimard Jeunesse / Hors-série Giboulées, 2010.
- Yok-Yok : Une Noix, L'Escargot, Les Monstres, Les Bons et les Mauvais, Le Chat qui parle trop, La Pluie, L'Oiseau qui dort haut dans le ciel, La Tulipe, Cache-cache, Le Hérisson, Promenade en forêt, Le Hibou blanc. Gallimard Jeunesse / Giboulées, 2011-2014.
- Un verre. Creative Editions, 2013 | Éditions MeMo, 2013.
- Cirque de nuit. Creative Editions, 2015 | Éditions MeMo, 2015.

#### Illustration
- Kafka contre l'absurde. Par Joël Jakubec. Cahiers de la Renaissance vaudoise, 1962.
- Contes pour enfants de moins de 3 ans, textes d'Eugène Ionesco, éd. Harlin Quist en anglais, éd. Gallimard en français

1. Conte no 1, 1968
2. Conte no 2, 1970
3. Conte no 3, 1971
4. Conte no 4, 1976

Intégrale Contes 1, 2, 3, 4, Gallimard, 2009  (ISBN 978-2-07-061447-9).
- Le Match Valais-Judée. Par Maurice Chappaz. Cahiers de la Renaissance vaudoise, 1968.
- Histoires comme ça. Par Rudyard Kipling. Doubleday, 1972 | Gallimard-Delagrave, 1979
- Vert ?. Par Joe Raposo. Sesame Street CTW et Western Publishing, 1973 | Gallimard-Tournesol, 1982.
- Thomas et l'infini. Par Michel Déon. Gallimard, 1975.
- le Roman de Renart. Gallimard, 1977 | Gallimard, édition complétée, 2008.
- les Sept Familles du Lac Pipple-Popple. Par Edward Lear. Gallimard, collection "Enfantimages", 1978.
- Yok-Yok. Avec Anne van der Essen. Le Merle, La Grenouille, La Nuit, Le Lapin, L'Ombre, Le Ciruqe, Le Grillon, La Chenille, Le Magicien, La Neige, Le Violon, La Cerise. Gallimard-Tournesol, 1979-1980.
- Quinze gestes de Jésus. Par Pierre-Marie Beaude et Jean Debruynne. Centurion Jeunesse, coll. "Okapi", 1981.
- Notre ami le temps. Par François Nourissier, Denges-Lausanne, Au Verseau, 1982.
- A Christmas Memory. Par Truman Capote. Creative Education, 1984.
- La Belle et la Bête. Par Gabrielle-Suzanne de Villeneuve. Creative Education-Creative Editions et Éditions Grasset-Fasquelle / 24 heures, coll. " Monsieur Chat", 1984.
- The Poetical Pursuit of Food. Par Sonoko Kondo. Clarkson N. Potter, 1986.
- The Lunatics Tale. Par Woody Allen. Redpath Press, 1986.
- Hour of Lead. Par Ann Morrow-Lindbergh. Redpath Press, 1986.
- Ogden Nash's Zoo. Par Ogden Nash. Stewart, Tabori, & Chang, 1986.
- Flowers for Algernon. Par Daniel Keyes. Creative Education, 1988.
- J'aime pas lire !. Par Rita Marshall. Creative Education et Gallimard Jeunesse, 1992.
- Lucas. Par Alistair Highet. Creative Education, 2001.
- J'aime vraiment pas lire !. Par Rita Marshall. Creative Education et Gallimard Jeunesse, 2007.
- The Lonely Pine. Par Aaron Frisch. Creative Education, 2011.
- Les Secrets du druide. Par Annick Monod et Cathy Roggen-Crausaz, Domdidier, Éditions du Bois Carré, 2016, 255 p.,  (ISBN 978-2-9701088-0-1).

- Wild Things. Par Yuval Dishon, Éditions l'Âge d'Homme, 2018 (pièce de théâtre de la Cie Zanco)

### Article
En 2008, pour le dossier « 1965-1975, la mutation d'un paysage ? » (dans la littérature jeunesse) de La Revue des livres pour enfants, Étienne Delessert apporte son « témoignage [...] et rend hommage aux quelques albums exceptionnels qui ont fait date dans l’histoire du livre illustré contemporain »
- Etienne Delessert, « 1965-1975, la mutation d'un paysage ? - La forêt et les champignons », La Revue des livres pour enfants, no 244,‎ 2008, p. 98-102 (lire en ligne [PDF], consulté le 4 mars 2025)

### Illustration de disques
- Entre 30 et 40 albums d'Henri Dès[24],[25]

### Sources
- fiche complète de l'auteur (monographies, prix et récompenses, articles de presse) sur le site de la Joie par les livres
- Biographie, bibliographie, actualité de l'artiste, illustrations à l'occasion de l'exposition de l'auteur au Centre de l'illustration de Moulins
- Biographie et bibliographie sur le site Ricochet jeunes
- Écrire et illustrer pour les enfants qui fait quoi en Suisse? p. 73-76
- Filiations des personnalités racontent leur histoire familiale, p. 183-188,
- 24 Heures, 2004/13/11, p. 27 avec photo & Jacques Poget, 2007/05/03, p. 17